# Битка при Ад Салицес
Битката при Ад Салицес (на латински: Ad Salices) се състои през септември 377 г. при Ад Салицес в римската провинция Долна Мизия между Западната Римска империя с военачалник Рикомер и бунтуващите се тервингски готи с предводител Фритигерн.

## Място на битката
Местоположението на Ад Салицес не е точно установено. На приложените карти са показани 2 варианта в Румъния – в залива южно от Дунавската делта и до р. Дунав в Средна Добруджа северно от днешния гр. Добрич. Според друга хипотеза местоположението е на 15 км от Марцианопол (днес Девня).

## История на битката
Това е първият голям конфликт в Готската война (376 – 382) на Северните Балкани. Присъединяват се от Източната Римска империя Траян и Профутур. Битката завършва без определена победа.
Участва и Флавий Сатурнин, който след това е назначен от източноримския император Валент ІІ за magister equitum и е изпратен с кавалерия в Тракия при Траян, magister peditum на Тракия. Двамата блокират прохода в Стара планина, откъдето трябва да минат готите.
Според Амиан Марцелин Рахомер поел командването на двете римски войски, разположени близо до града Салици. Готската войска била натоварена с плячка и се прикривала „като за стена“ зад подредени в кръг бойни коли. В завързалото се сражение и двете страни понесли тежки загуби, а римската войска отстъпила към Марцианопол.
Битката се състои след битката при Марцианопол през 376 г. Последвана е от битката при Адрианопол на 9 август 378 година.